# Блочно-модульная котельная
Транспортабельные (блочные) котельные установки ТКУ (БКУ) — это передвижные котельные установки полной заводской готовности, предназначенные для отопления, вентиляции и горячего водоснабжения объектов производственного, жилищного и социального назначения. Котельные установки работают на природном газе, сжиженном газе, дизельном топливе, мазуте, нефти и твердом топливе (угле, дровах, пеллетах и т.д.). Все технологическое оборудование размещено в блоке заводского изготовления. Корпус котельной установки должен быть цельнометаллическим, утеплённым, пожаробезопасным. Котельные установки также могут быть на раме для установки в существующем помещении.
Уровень автоматизации обеспечивает бесперебойную работу всего оборудования без постоянного присутствия дежурного оператора. Автоматика обеспечивает работу объекта по температурному графику в зависимости от погодных условий. В случае возникновения утечек газа или отклонения значений контролируемых параметров от заданных система безопасности для предотвращения аварийных ситуаций автоматически прекращает подачу газа.
Габаритные размеры и принцип построения котельных предусматривают возможность их транспортировки автомобильным и железнодорожным транспортом. Блочно-модульный принцип построения обеспечивает возможность простого построения котельных в широком диапазоне мощностей.
В котельных устанавливаются системы телеметрии для построения распределенных сетей мини-котельных, управляемых с единого диспетчерского пункта.
В котельных устанавливаются коммерческие узлы учета электроэнергии, газа, холодной и горячей воды, вырабатываемого тепла.
Котельные установки тепловой мощностью от 50 до 500 кВт комплектуются котлами с атмосферной горелкой. Котельные установки тепловой мощностью свыше 500 кВт комплектуются котлами с дутьевыми горелками.
Модульная котельная комплектуется блоком водоподготовки, который подготавливает теплоноситель к дальнейшему использованию. 